# Orsten Groom
Orsten Groom (nom d'artiste de Simon Leibovitz-Grzeszczak) est un peintre français né le 12 juin 1982 à Paris 15e. Il vit et travaille en France.

## Biographie

### Formation
Diplômé des Beaux-Arts de Paris en 2009, Simon Leibovitz prend le nom d'« Orsten Groom ».

### Cinéma et vidéo
En 2011, il intègre Le Fresnoy où il réalise le film Bobok. Il est remarqué par le cinéaste canadien Guy Maddin, qui l'engage comme sculpteur-décorateur pour son film La Chambre interdite. Il réalise ensuite quelques films (cycle vidéo Les Ballets russes).

### Peinture
Il mène depuis 2013 une « carrière d’artiste » centrée sur la peinture.
En 2017, le critique d'art Paul Ardenne est le commissaire de son exposition parisienne « Odradek ». La même année, il cosigne avec le traducteur et poète André Markowicz le recueil Orbe. En novembre 2019, le critique d'art Olivier Kaeppelin est le commissaire de son exposition parisienne « Pompeii Masturbator ».
En janvier 2020, le centre d’art contemporain À cent mètres du centre du monde (Perpignan) présente sa première exposition rétrospective « Exopulitaï ». D'octobre 2020 à janvier 2021, la galerie Urban Spree (de) de Berlin présente sa première exposition en Allemagne « Chrome Dinette »,.
La galerie Daniel Templon le représente à partir d'octobre 2021, avec l'exposition « Sieg Mhund Kalumniator ».
En 2022, il est invité au Suquet des Artistes à Cannes avec l’exposition « Limbe ».
Le musée Paul-Valéry de Sète présente son exposition monographique « Volcan du coma » durant l'hiver 2023-2024.

## Expositions

### Expositions personnelles
- 2015 : 
  - « Double Peine »[13], Jean Louis Costes et Orsten Groom, galerie Laser Quest, Paris
  - « Feldgrau »[14], galerie du Crous, Paris
- 2016 : 
  - « Kriegelkrakel »[15], galerie Crous, Paris
  - « Martus Lupus », Phantom Project Contemporary[16], Troyes
    - Rencontre-conférence[16], musée d'Art moderne de Troyes
- 2017 : 
  - « Larvae Smort Reign »[17], galerie Andersen & Associés, Luxembourg
  - « Orbe »[18], Orsten Groom et André Markowicz, Résidence Concordia, Paris
  - « Odradek »[4], 24Beaubourg, Paris, commissariat Paul Ardenne
- 2019 :
  - « Pompeii Masturbator »[19], commissariat Olivier Kaeppelin, Espace Oppidum, Paris
- 2020 :
  - « Exopulitaï / The Trickster Meltdown »[20], exposition rétrospective au centre d'art À cent mètres du centre du monde, Perpignan
- 2020-2021 :
  - « Chrome Dinette »[21], galerie Urban Spree, Berlin
- 2021 :
  - « Cabinet Chrome Dinette »[22], Paris
- 2021 :
  - « Sieg Mhund Kalumniator »[23], galerie Templon, Bruxelles
- 2022 :
  - « Limbe - Le Vroi dans la Nuit »[24], Le Suquet des Artistes, Cannes
- 2023 :
  - « Volcan du coma », musée Paul-Valéry, Sète[12]

### Expositions collectives
- 2016 :
  - « Wondrous Strange »[25], Phantom Project Contemporary, Troyes
- 2017 :
  - « Clouzot, une suite contemporaine »[26] — Espace Topographie de l’art, Paris ; Le Pilori, Niort ; LUX Scène Nationale, Valence ; commissariat Paul Ardenne, catalogue[27]
  - « Kaléidoscope »[28], galerie La Forest Divonne, Bruxelles
  - « Tu sais ce qu'elle te dit… ma concierge ?! »[29], MUba Eugène-Leroy, Tourcoing
- 2019 :
  - « Eighties and Echoessite. Aux sources des années 1980 »[30], musée de l'abbaye Sainte-Croix, Les Sables-d'Olonne, commissariat Amélie Adamo
- 2021 :
  - « Aérosolthérapie », galerie Topographie de l'art, Paris[31]
- 2023 : 
  - « Immortelle. La vitalité de la jeune peinture figurative française », MO.CO., Montpellier, commissariat Numa Hambursin et Amélie Adamo[32]

## Récompenses
- 2015 : Prix de peinture Antoine Marin[33] (doté de 3 000 €)
- 2016 : Prix de peinture de l'Académie des beaux-arts[34]
- 2019 : Prix L'art est vivant, fonds de dotation à l'occasion de l'exposition « Pompeii Masturbator »[35]

## Filmographie
- Les Ballets russes[36] (Orsten Groom et Élodie Tamayo), programme vidéo 2012-2017
- Parch[37], 2013, 40 min
- Head Tremor In Dog[38], 2012, 30 min
- Mode of carryng the mix[39], 2011
- Lord of Herring[40], 2011, 7 min
- Bobok[41], 2011, 45 min Prix du jury[42] du festival Côté court de Pantin 2011.
- Smarkacz[43], 2008, 11 min